# Cyborg Girl
Pour plus de détails, voir Fiche technique et Distribution.
Cyborg Girl (僕の彼女はサイボーグ, Boku no Kanojo wa Saibōgu) est un film japonais réalisé par Kwak Jae-yong, sorti en 2008.

## Synopsis
Le 22 novembre 2007, Jiro passe seul l'anniversaire de ses 20 ans. Alors qu'il s'achète un cadeau, une mystérieuse jeune femme lui sourit...

## Fiche technique
- Titre : Cyborg Girl
- Titre original : 僕の彼女はサイボーグ (Boku no Kanojo wa Saibōgu)
- Réalisation : Kwak Jae-yong
- Scénario : Kwak Jae-yong
- Musique : Naoki Ohtsubo
- Photographie : Jun'ichirō Hayashi
- Montage : Shūichi Kakesu
- Production : Hidemi Satani et Mataichirō Yamamoto
- Société de production : Amuse Soft Entertainment, Dentsu, Fields Pictures, GAGA, Mainichi Broadcasting System, Shōgakukan, Suplex, Tokyo Broadcasting System, Toshiba Entertainment et Tristone Entertainment
- Pays :  Japon
- Genre : Action, comédie, romance et science-fiction
- Durée : 115 minutes
- Dates de sortie : 
  - Japon : 31 mai 2008

## Distribution
- Haruka Ayase : Cyborg
- Keisuke Koide : Jiro Kitamura
- Risa Ai : la petite amie
- Nya Daigo : la gérante du magasin
- Kenta Kiritani : le camarade de Jiro
- Rokurō Naya : Jiro Kitamura âgé
- Kazuko Yoshiyuki : la grand-mère de Jiro
- Yuito Ōwada : Ryosuke

## Distinctions
- Nikkan Sports Film Awards 2008 : Meilleure actrice pour Haruka Ayase (également pour Ichi, la femme samouraï et Happy Flight)[1]